# Vassili Aleksandrovitch
Vassíli Aleksándrovitch da Rússia (Palácio de Gatchina, São Petersburgo.7 de julho de 1907 – 23 de junho de 1989) foi um membro da família imperial russa.

## Biografia
Era filho do grão-duque Alexandre Mikhailovich e da sua esposa, a grã-duquesa Xenia Alexandrovna (1875-1960). Os seus pais eram primos em segundo grau, o que tornava Vassíli um bisneto do czar Nicolau I (pelo lado do pai) e também um neto do czar Alexandre III (pelo lado da mãe). Além disso era também sobrinho do czar Nicolau II, visto que a sua mãe era irmã mais nova dele.
Quando o seu tio Nicolau II abdicou do trono em março de 1917, a sua avó juntou um grande número de parentes (incluindo Vassíli, os seus pais e irmãos) na Crimeia. Em 1918, muitos deles foram presos perto de Ialta, mas um mês depois foram libertados por tropas alemãs após a assinatura do tratado de Brest-Litovsk. Em 1919, o príncipe e os seus familiares foram libertados por um barco bélito enviado pelo rei Jorge V do Reino Unido e foram enviados para Malta onde permaneceram por nove meses.

### Vida após o exílio
Durante os seus primeiros anos de exílio, o príncipe Vassíli viveu em Inglaterra com a mãe. No final dos anos 20, emigrou para os Estados Unidos onde passou o resto da vida. Vassíli ganhou a vida saltando de emprego em emprego, chegando a estafeta, operário num estaleiro naval, corretor de bolsa e criador de galinhas.
Em 1980, o príncipe Vassíli foi nomeado presidente da Associação da Família Romanov, sucedendo ao seu irmão Dmitri.
Faleceu em 24 de junho de 1989. Encontra-se sepultado em Serbian Cemetery, Colma, Condado de San Mateo, Califórnia nos Estados Unidos.

## Casamento e descendência
Vassíli casou-se em Nova Iorque no dia 31 de julho de 1931 com a princesa Natália Galitzine (1907-1989). O casal viveu na Califórnia a maior parte das suas vidas. Tiveram uma filha:
- Marina Romanov (nascida em São Francisco a 22 de maio de 1940); casada em Woodside (Califórnia) no dia 8 de janeiro de 1967 com William Beadleston. O casal acabou por se divorciar. Eles tiveram quatro filhos.